# Conselho de Regência de 1807
O Conselho de Regência de 1807 é a designação pela qual ficou conhecido o Conselho de Regência ordenado pelo Príncipe Regente D. João a 26 de Novembro de 1807, três dias antes da transferência da corte para o Brasil. O Conselho era composto pelas seguintes individualidades:
1. Pedro de Lancastre da Silveira Castelo Branco Sá e Meneses, Marquês de Abrantes, presidente;
2. Francisco de Melo da Cunha de Mendonça e Meneses, 1º Marquês de Olhão, Tenente-General do Exército;
3. Principal Castro, Conselheiro e Regedor das Justiças;
4. Pedro de Mello Breyner, Presidente do Real Erário;
5. D. Francisco de Noronha, Tenente General e Presidente da Mesa da Consciência e Ordens;
6. 2.º Conde de Sampaio, primeiro Secretário;
7. Miguel Pereira Forjaz, Secretário substituto;
8. João António Salter de Mendonça, Desembargador do Paço e Procurador da Coroa;

Este Conselho da Regência governou o país entre 29 de Novembro de 1807 e 1 de Fevereiro de 1808, data em que foi extinto pelo General francês Junot. Após a expulsão dos franceses em 15 de Setembro de 1808, embora com algumas variantes, voltou a ser restabelecido .

## Conselho de Regência de 1809
Este novo conselho, indigitado em 2 de Janeiro de 1809, no Palácio do Rio de Janeiro, no Brasil para Portugal, era composto por:
- D. António de São José de Castro, patriarca-eleito de Lisboa;
- Marquês das Minas, D. Francisco de Noronha,  Marquês Monteiro-mór Francisco de Melo da Cunha de Mendonça e Meneses e Francisco da Cunha e Meneses como tenentes generais do exército;
- D. Miguel Pereira Forjaz, como Marechal de Campo, nos Negócios da Marinha e da Guerra;
- João António Salter de Mendonça, Desembargador do Paço e Procurador da Coroa, para secretário dos Negócios do Reino e Fazenda;
- Cipriano Ribeiro Freire, para os Negócios Estrangeiros.

Por decreto de 24 de Maio de 1810, o Príncipe Regente aceita a demissão do Marquês das Minas e indigita, para além dos Governadores já existentes:
- Charles Stuart, Enviado Extraordinário e Ministro Plenipotenciário britânico em Portugal (com poder de voto apenas sobre questões militares e da fazenda);
- D. José António de Meneses de Sousa Coutinho, o "Principal Sousa";
- D. Fernando Maria de Sousa Coutinho, Conde de Redondo
- Dr. Ricardo Raimundo Nogueira, reitor do Real Colégio dos Nobres.